# Shady Hills (Floride)
Shady Hills est une census-designated place du comté de Pasco, dans l'État de Floride, aux États-Unis,. En 2020, elle compte une population de 11 690 habitants.